# 北炭夕張炭鉱
北炭夕張炭鉱（ほくたんゆうばりたんこう）は北海道夕張市北西部、夕張川支流の志幌加別川上流に展開された北海道炭礦汽船（北炭）経営の炭鉱で、狭義の夕張炭鉱を指す。
1889年に夕張採炭所が設置され、その後鉄道の開通により発達した。優良な鉄鋼コークス用原料炭を産出し、最盛期の1960年代には夕張鉱業所として一砿・二砿・三砿・清水沢砿・化成工業所を有し、年間100 - 150万tの出炭量を誇った。
夕張鉱業所の南部には北炭平和鉱業所（平和炭鉱・真谷地炭鉱）が隣接していた。採炭条件の悪化などから夕張市清水沢・沼ノ沢の東部地区に開発された夕張新炭鉱（北緯42度59分0.8秒 東経142度1分1.8秒 / 北緯42.983556度 東経142.017167度）に生産を移行し、1977年の新第二炭鉱を最後に閉山した。跡地は石炭の歴史村として整備され、夕張市石炭博物館の見学施設として旧坑道の一部が公開されている。

## 経緯

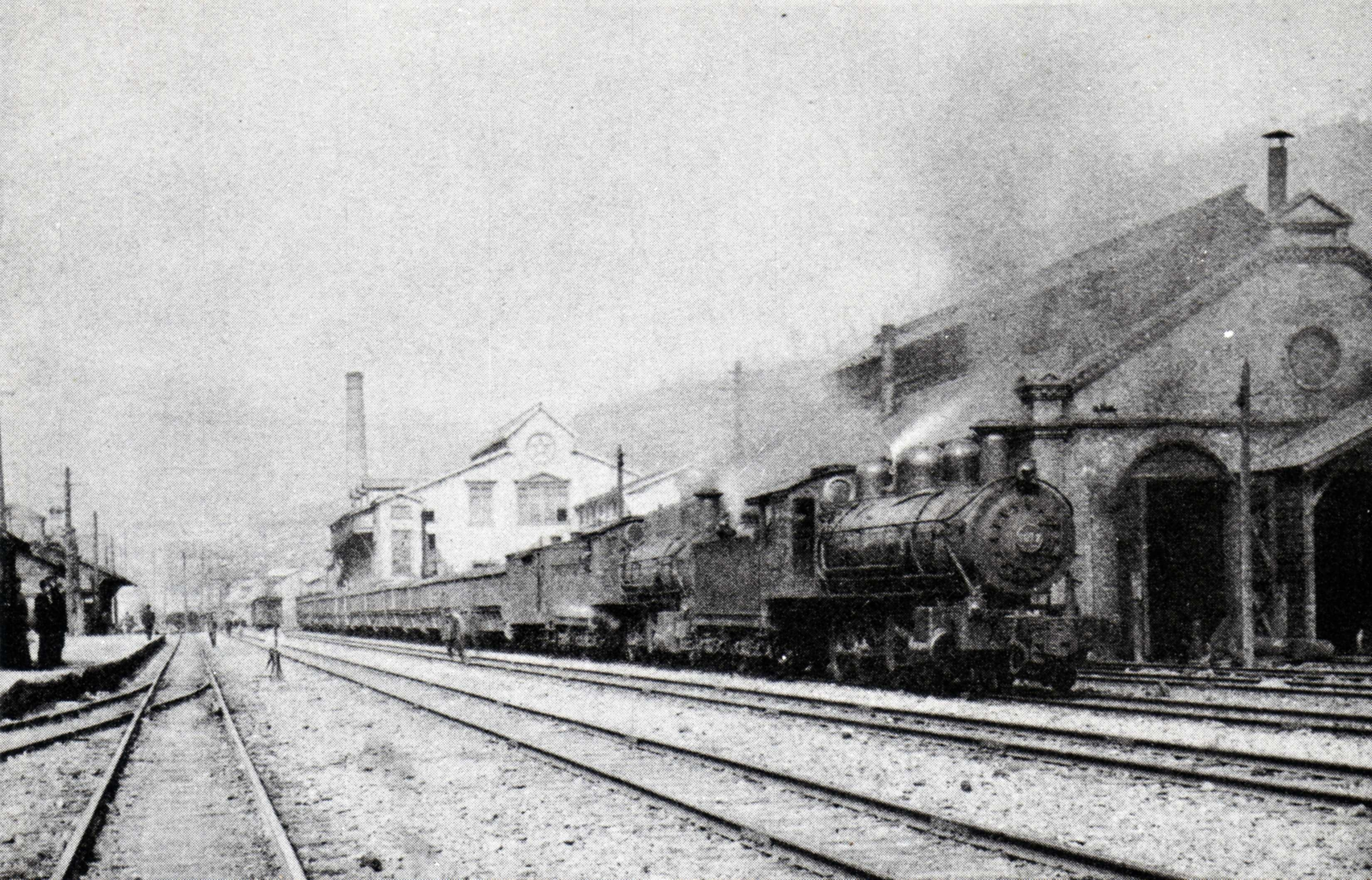
大正時代の夕張炭鉱選炭場と石炭列車/1918年

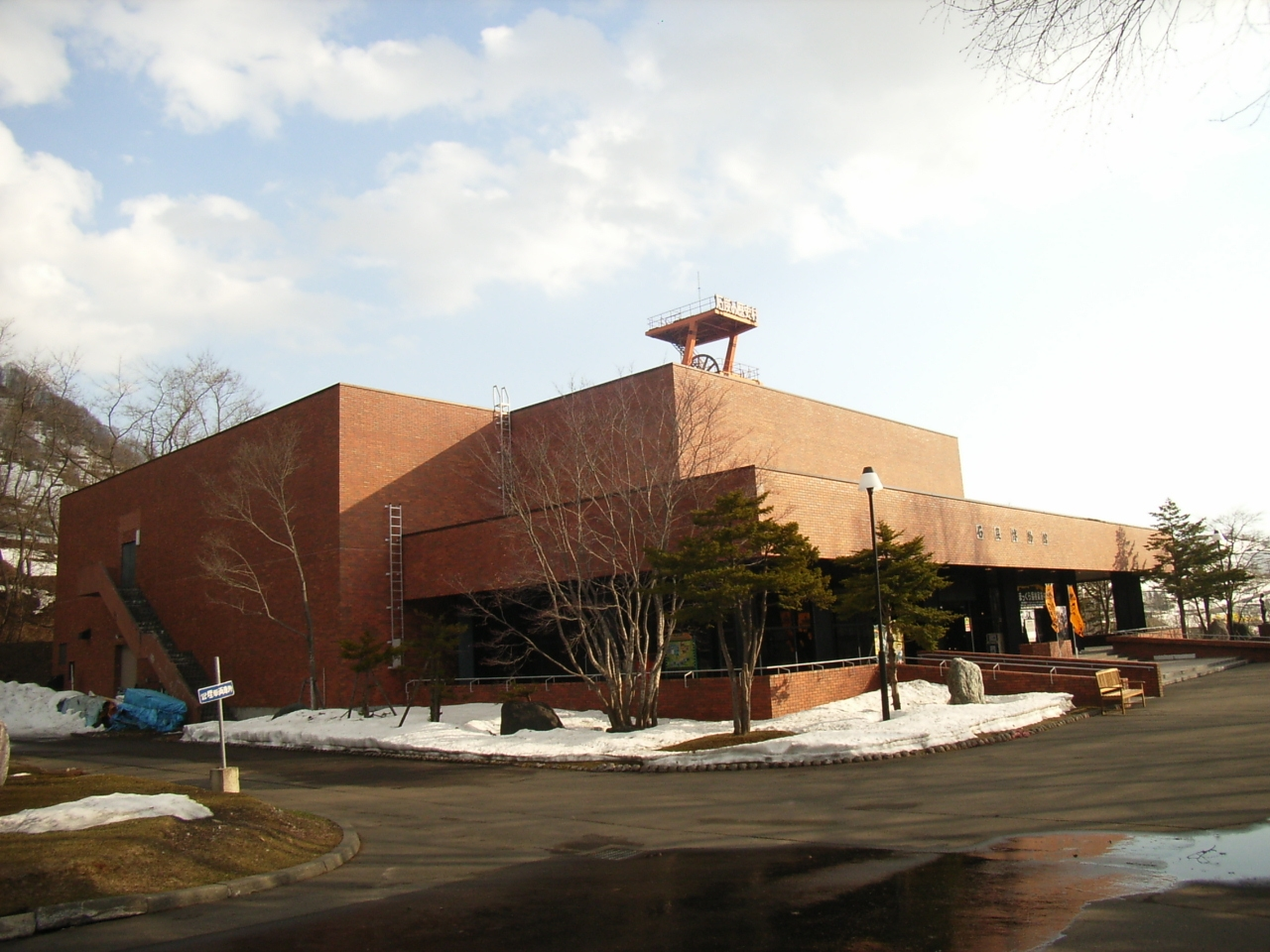
夕張炭鉱跡地に建設された夕張市石炭博物館

- 1874年（明治7年）- お雇い外国人のアメリカ人地質学者ベンジャミン・スミス・ライマンが、夕張川上流に石炭層の存在を推定（調査には、坂市太郎も随伴）。
- 1888年（明治21年）- 坂市太郎がシホロカベツ川上流にて石炭の大露頭を発見（北海道指定天然記念物「夕張の石炭大露頭」）。
- 1889年（明治22年）- 北海道炭礦鉄道会社（後の北海道炭礦汽船、以下北炭）発足、夕張採炭所創設。
- 1890年（明治23年）- 北炭が夕張炭鉱の開発に着手。水平坑道の一番坑（のちの千歳坑）を開削[1]。
- 1891年（明治24年）- 第二斜坑（のちの天竜坑）を開削[1]。
- 1892年（明治25年）- 北炭夕張炭鉱の採炭が開始される、追分駅 - 夕張駅間に鉄道が開通。
- 1897年（明治30年）- 新夕張炭鉱開発に着手。その後は東京瓦斯や石狩石炭など所有者が変転する[1]。
- 1900年（明治33年）- 第三斜坑（のちの北上坑）開坑[1][2]。
- 1907年（明治40年）- 大新坑の開発に着手（不況で一時中止）[1]。
- 1912年（大正元年）- 北炭夕張炭鉱（第二斜坑ほか）にて4月と12月に爆発事故（それぞれ死者267人、216人）[1]。
- 1913年（大正2年）
  - 大新坑の開発再開[1]。
  - 神通坑（第五斜坑）にて坑内火災が発生[3]。
- 1918年（大正7年）- 一番坑を千歳坑、第二斜坑を北上坑、第三斜坑を天竜坑に改称[1][2]。
- 1920年（大正9年）
  - 北炭が石狩石炭を併合[1]。
  - 北炭夕張炭鉱（北上坑）にて爆発事故（死者209人）[1]。
- 1925年（大正14年）- 神通坑（第五斜坑）は坑内火災が鎮火しないまま閉鎖[3]。
- 1926年（昭和元年）- 夕張鉄道株式会社が新夕張駅・後の夕張本町駅 - 栗山駅（室蘭本線）間に鉄道を開通。
- 1927年（昭和2年）- 新夕張炭鉱の権利が石狩石炭株式会社から北炭に移る。
- 1931年（昭和6年）- 夕張鉄道株式会社が栗山駅 - 野幌駅（函館本線）間を開通。
- 1938年（昭和13年）
  - 夕張炭鉱再編により、新夕張炭鉱が夕張第三砿となる[1]。
  - 北炭夕張炭鉱（天竜坑）にて爆発事故（死者161人）が発生し、採炭を中止[1][2]。
- 1957年（昭和32年）- 休止していた北上坑を志幌坑として再開[1]。
- 1960年（昭和35年）- 北炭夕張炭鉱（第二砿）にて爆発、死者42人。
- 1963年（昭和38年）- 北炭新夕張炭鉱閉山（旧三砿）、一部は第二会社に移行。
- 1965年（昭和40年）- 北炭夕張炭鉱（第一砿）内にてガス爆発が発生、死者62人。後日、夕張鉱業所所長、次長、第一砿生産課長、第一砿保安課長が鉱山法違反、業務上過失致死傷などの疑いで逮捕、裁判にかけられた[4]。
- 1967年（昭和42年）- 志幌坑廃止[1]。
- 1970年（昭和45年）- 北炭夕張新第二炭鉱開発着手。
- 1971年（昭和46年）- 北炭夕張炭鉱（第二砿）閉山。
- 1973年（昭和48年）- 北炭夕張炭鉱（第一砿）閉山。
- 1975年（昭和50年）- 北海道炭礦汽船夕張鉄道線廃止、北炭夕張新炭鉱営業出炭開始。
- 1977年（昭和52年）- 北炭夕張新第二炭鉱閉山（狭義の夕張炭鉱）。

## ガス爆発事故
開山当時からガス爆発事故が続出。多数の死者及び死者数に劣らない規模の一酸化炭素中毒患者を出してきた。
特に、第二次世界大戦以前の過酷な環境下で発生した事故の記録は散逸・風化しており、詳細な事故の状況や死者数は把握出来ない状況である。
なお、1913年に神通坑（第五斜坑）で起きた炭鉱事故では、鎮火できないまま1925年に閉鎖されており、以後100年以上くすぶり続けている